# Metallyticus splendidus
Metallyticus splendidus är en bönsyrseart som beskrevs av John Obadiah Westwood 1835. Metallyticus splendidus ingår i släktet Metallyticus och familjen Metallyticidae. Inga underarter finns listade i Catalogue of Life.

## Bildgalleri

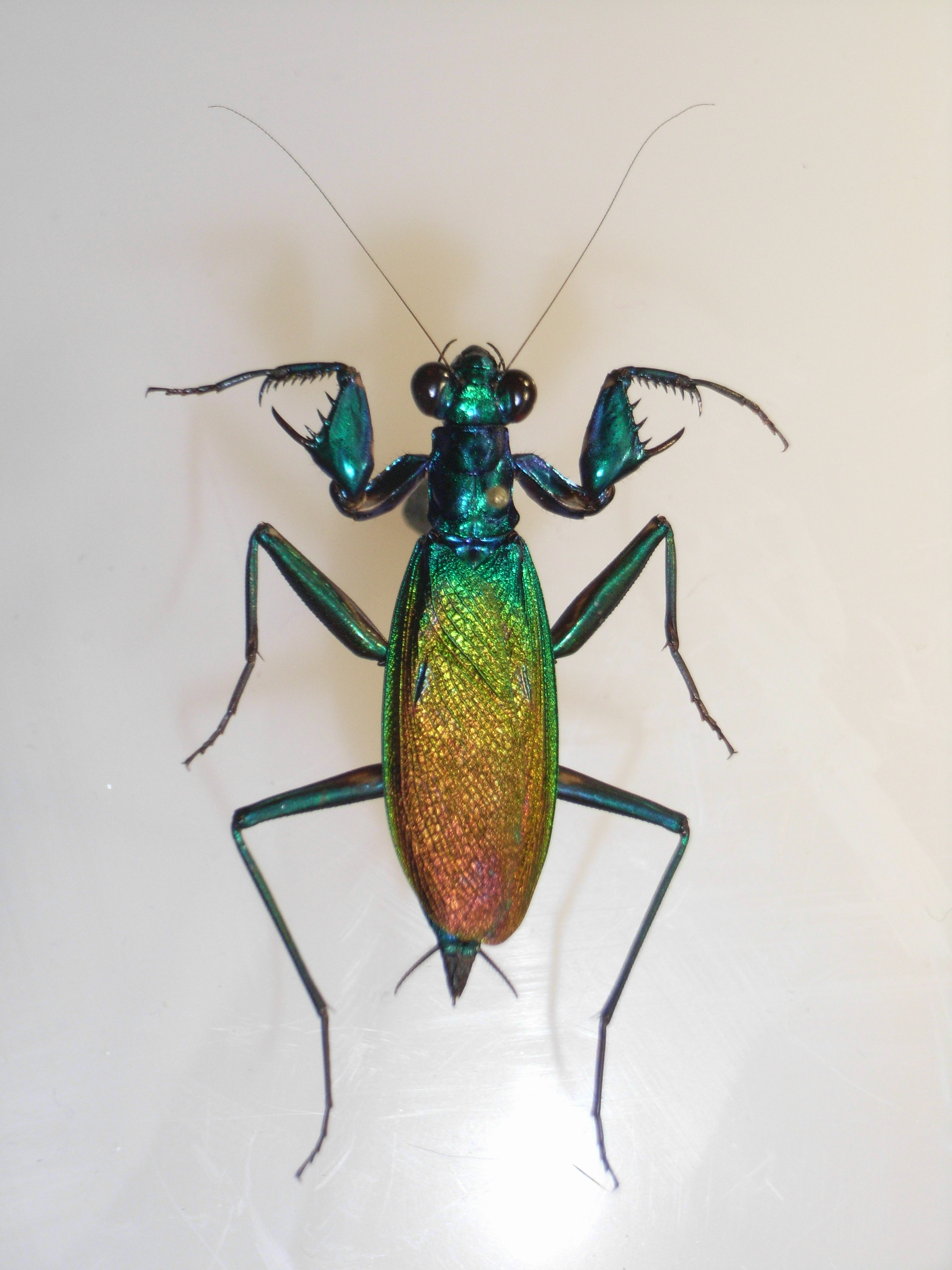